# Schönerlinde
Schönerlinde ist ein Ortsteil der Gemeinde Wandlitz mit etwa 1000 Einwohnern, der erstmals im 13. Jahrhundert urkundlich erwähnt wurde. Die Gemeinde gehört zum Landkreis Barnim im Bundesland Brandenburg. Bis zum Jahr 2003 war Schönerlinde eine selbstständige Gemeinde innerhalb des Amtes Wandlitz. Im Wandlitzer Ortsteil Schönerlinde leben auf 11,54 km² 1070 Einwohner, das entspricht einer Bevölkerungsdichte von 92,8 Einwohnern je km².

## Geografie

### Geografische Lage
Schönerlinde befindet sich auf dem westlichen Teil der Barnim-Hochfläche, dem sogenannten Niederbarnim. Höchster Punkt mit 64,9 Meter über Normalhöhennull (NHN) ist eine Anhöhe an der östlichen Grenze zur Stadt Berlin, den dortigen ehemaligen Rieselfeldern des Bucher Forstes. Der niedrigste Punkt mit 48,1 Meter über NHN liegt an einem Graben nahe der Schönerlinder Teiche und des Berliner Rings. Die Höhe der Ortsmitte an der Kirche beträgt etwa 58 Meter über NHN.

### Nachbarorte
Die Ortslage des Straßendorfes Schönerlinde an der ehemaligen Bernauer Heerstraße liegt etwa 350 Meter nördlich der Berliner Stadtgrenze direkt an der Bundesstraße 109 (B 109) und östlich der Bahnstrecke Berlin-Karow–Fichtengrund, auf der die Linie RB 27, auch Heidekrautbahn genannt, verkehrt. Schönerlinde hat sich in Ost-West-Richtung beidseitig der Hauptstraße entwickelt, so dass die erst später angelegte und in Nord-Süd-Richtung verlaufende Straßenverbindung von Berlin nach Prenzlau (seit 1990 B 109), an der Ostseite des Ortes Richtung Westen auf die Dorfstraße eingeschwenkt und hinter der Kirche durch die ehemalige Bebauung nach Norden geführt wurde. Angrenzende Gemeinden sind im Süden und Osten die Stadt Berlin mit dem Bezirk Pankow und im Westen die Gemeinde Mühlenbecker Land mit dem Ortsteil Mühlenbeck. Die nördliche Grenze zum benachbarten Wandlitzer Ortsteil Schönwalde verläuft durch die geschlossene Bebauung am Südrand von Schönwalde hindurch.

### Naturraum
Der Ort Schönerlinde ist umgeben von Feldern und Wiesen. Waldflächen sind nicht vorhanden. Ebenso wenig besitzt das Wandlitzer Ortsteilgebiet natürliche Seen. Einzige Wasserflächen sind einige Gräben und die Schönerlinder Fischteiche. Diese ursprünglich zur wirtschaftlichen Nutzung angelegten Teiche an der westlichen Gemeindegrenze sind ein Naturschutzgebiet („NSG Schönerlinder Teiche“). Weite Teile der vormals landwirtschaftlich genutzten Flächen westlich des Ortes werden durch das von Berlin betriebene Klärwerk-Nord und ein nach 1990 entstandenes Gewerbegebiet genutzt. Unmittelbar dahinter in westlicher Richtung wird der Naturraum durch die Bundesautobahnen 10 und 114 zerschnitten, die auf Schönerlinder Gebiet am Autobahndreieck Pankow aufeinander treffen. In östlicher Richtung grenzt Schönerlinde an das Waldgebiet des Bucher Forstes, ein Aufforstungsgebiet ehemaliger Rieselfelder der Stadt Berlin, die nach Errichtung des Klärwerks in Schönerlinde als Verrieselungsflächen nicht mehr erforderlich waren.

## Geschichte

### Zeit des Kurfürstentums Brandenburg
Die erste urkundliche Erwähnung Schönerlindes stammt aus dem Jahr 1242, wo der Ort Schönerlind mit anderen Dörfern durch die Markgrafen Otto III. und Johann I. im Tausch gegen Besitzungen am „hangenden Berg“ bei Fürstenwalde dem ehemaligen Kloster Lehnin überlassen wurde. Nach Angaben in einem späteren Dokument behielten sich die Markgrafen die Bede sowie den Wagen- und Heerdienst vor. Wörtlich heißt es in der Urkunde von 1242:

„Wir wünschen, daß es jetzt und in Zukunft beurkundet sei, daß wir unseren hochgeliebten Brüdern von Lehnin verkauft haben: Das Dorf mit den Namen Arenssee und Tribusdorf (Arendsee und Tribelsdorf) mit dem See, welcher Loziliz (Lottsche) heißt, und allen seinen Anliegenschaften für 162 Mark. Die Dörfer Bredewisch und Wandelitz und die Hälfte des Dorfes Stolzenhagen mit seinen Anliegenschaften haben wir vorhin genannten Brüdern von Lehnin für 150 Mark verkauft. Für die Besitzungen, die besagte Brüder von Lehnin durch die Schenkung unseres Vaters Albrecht, Markgrafen von Brandenburg, bei dem Berg, der der hangende Berg genannt wird, erhalten haben, haben wir ihnen eingetauscht: Nipenhof, Wolterstorp, Closterveld, Schönerlind, dessen Grenzen sich zwischen Buckholtz und dem ebenso benannten Dorfe bis nach Santhforth erstrecken, mit allem was dazu gehört. Für 5 Haufen Salz, die sie (die Brüder von Lehnin) zu Brandenburg beim Zoll hatten, haben wir mit besagten Brüdern zu Lehnin 20 Hufen mit allen Rechten in Bredewisch ausgetauscht. Damit dies nun genehmigt und unabänderlich für die Zukunft bleibe, und damit die aufgezählten Güter, welche die oben erwähnten Brüder von Lehnin jetzt zu vollem Recht und voller Freiheit besitzen, von allem Recht unserer Vögte und Büttel, sowie von dem Recht, das Heersch heißt, und von allem und jedem Dienst ausgenommen sein soll, halten wir dafür, es durch Anhaftung unserer Siegel zu bekräftigen, in dem wir das treue Zeugnis geistlicher und weltlicher Personen hinzufügen, deren Namen sind Ruthger, Bischof von Brandenburg, Dietrich, Vogt von Spandau und viele andere.“

Zur Verwaltung der erworbenen 33 Hufen Land wurde durch die Zisterziensermönche an der alten Bernauer Heerstraße zwischen Blankenfelde und Eberswalde ein Wirtschaftshof errichtet, der Alte Hof oder Altenhof, der 1357 erstmals erwähnt nordwestlich von Schönerlinde an der Grenze zum heutigen Schönwalde lag. Nach der Reformation wurde das Dorf Schönerlinde 1542 dem Amt Mühlenbeck unterstellt. Der Alte Hof fiel zusammen mit den übrigen Klostergütern dem Kurfürsten zu. Der bäuerliche Charakter des Dorfes blieb erhalten, jedoch wechselten die Besitzverhältnisse häufig.
Nach dem Dreißigjährigen Krieg (1618–1648) war Schönerlinde stark mitgenommen. Der Alte Hof schien aufgegeben worden zu sein. Auf den ehemaligen Ackerflächen standen Kiefernschonungen bis in die Nähe des Dorfes. Der Große Kurfürst Friedrich Wilhelm war bemüht, nach dem Krieg in der Mark Brandenburg das Bauerntum unter anderem durch Neuansiedlungen holländischer Bauern zu fördern. Schönerlinde unterstand ab dem Jahre 1652 mit der Gerichtsbarkeit und allen Rechten dem Amt Oranienburg, das der brandenburgische Kurfürst Friedrich Wilhelm seiner niederländischen Gemahlin Luise Henriette von Oranien verschrieben hatte. Die Stadt Bötzow war schon vorher in Oranienburg umbenannt worden, ebenso das Amt Bötzow in Amt Oranienburg. Auf einem Teil der ehemaligen Klosterhufen wurde ein Vorwerk zur Schafzucht errichtet.

### Zeit des Königreichs Preußen
Unter dem Kurfürsten Friedrich III., der ab 1701 als Friedrich I. den Titel König in Preußen trug, wurde nach schlechten Getreideernten der Anbau von Kartoffeln eingeführt. Dies wurde bei Androhung strenger Strafen bei Nichtanpflanzung durchgesetzt. Schönerlinde belieferte mit seinen landwirtschaftlichen Erzeugnissen vor allem Charlottenburg und die Berliner Umgebung. Wie wichtig die Landwirtschaft für das Einkommen der Schönerlinder im 18. Jahrhundert war, belegen Aufzeichnungen über einen Hagelschlag am 15. Juli 1755, der zwei Drittel der Ernte vernichtete, und einer folgenden Dürre. Die Einwohner müssen beim König um Entschädigung bitten. Vom Gesamtschaden von 2.299 Talern werden jedoch nur 327 Taler auf königlichen Befehl erstattet.
Nachdem schon im Jahre 1738 ein Großbrand mehrere Höfe Schönerlindes zerstört hatte, kam es während der französischen Besatzungszeit unter Napoleon in der Nacht vom 23. zum 24. August 1810 zur größten Brandkatastrophe in der Geschichte des Dorfes. Durch Brandstiftung einer Diebesbande am Pfarrhaus wurden alle Gehöfte westlich der Kirche einschließlich der 1792 erbauten Schule zerstört. Vier Menschen starben und 47 Familien verloren ihre Wohnungen. Trotz dieses Schicksalsschlages, von dem sich das Dorf lange nicht erholte, muss Schönerlinde im Jahre 1812 Verpflegung für die in den Russlandfeldzug ziehende französische Armee liefern und wird durch rückkehrende Marodeure neun Tage lang geplündert.
Um das Jahr 1830 wurde die Chaussee von Berlin nach Prenzlau durch Schönerlinde angelegt. An ihr entstand 1831 das damals noch zum Ortsgebiet von Schönerlinde gehörende Vorwerk Lindenhof. Die Wirtschaft erholte sich langsam von der Brandkatastrophe und der Besatzungszeit, wobei die Stadtnähe zu Berlin zum Vorteil gereichte. Jeder Bauer hatte seinen Milchpächter, der täglich Milch, Butter, Eier, Brot, Kartoffeln und anderes mehr direkt frisch in die Stadt an die Verbraucher brachte. Die Einwohnerzahl stieg bis Mitte des 19. Jahrhunderts auf etwa 500 Personen an. Nach den Kriegen Preußens 1864, 1866 und 1870/71, an die Gedenktafeln für die Gefallenen in der Kirche erinnern, wurde in Schönerlinde wie in anderen Orten der Krieger- und Schützenverein gegründet.

### Zeit des Deutschen Reiches
In der Zeit von 1892 bis 1910 verkauften die Grundbesitzer des Ortes den größten Teil ihrer Ländereien für Rieselzwecke an den Magistrat von Berlin. Der Preis, der zunächst 450 Mark je Morgen betrug, stieg später bis auf 1500 Mark. Auch Teile des östlich an Schönerlinde grenzenden Waldgebietes, des Schönwalder Forstes und des Bucher Waldes, fielen dem Flächenbedarf der Stadt zur Abwasserreinigung zum Opfer. Seit Ende des 20. Jahrhunderts sind diese Gebiete teilweise wieder aufgeforstet, nach wie vor aber, nach 1920 auch administrativ, im Besitz der Stadt Berlin. Als Grund der Verkäufe wird auch der Ende des 19. Jahrhunderts eingetretene Landarbeitermangel angenommen, da viele Schönerlinder auskömmlichere Arbeit in den entstehenden Fabriken der Reichshauptstadt fanden.
Berlin hatte aber nicht nur Eigentum innerhalb der späteren Stadterweiterung erworben, sondern auch große Teile des Gemeindegebietes. Auf ihnen wurde 1909 bis 1910 durch den Berliner Magistrat das Gut Schönerlinde errichtet. Es entstand an der im Jahre 1907 erbauten Mühlenbecker Chaussee Richtung Westen, nachdem schon 1905 bis 1906 die neu angelegte Bucher Chaussee die verkehrsmäßige Anbindung des Ortes nach Osten verbessert hatte.

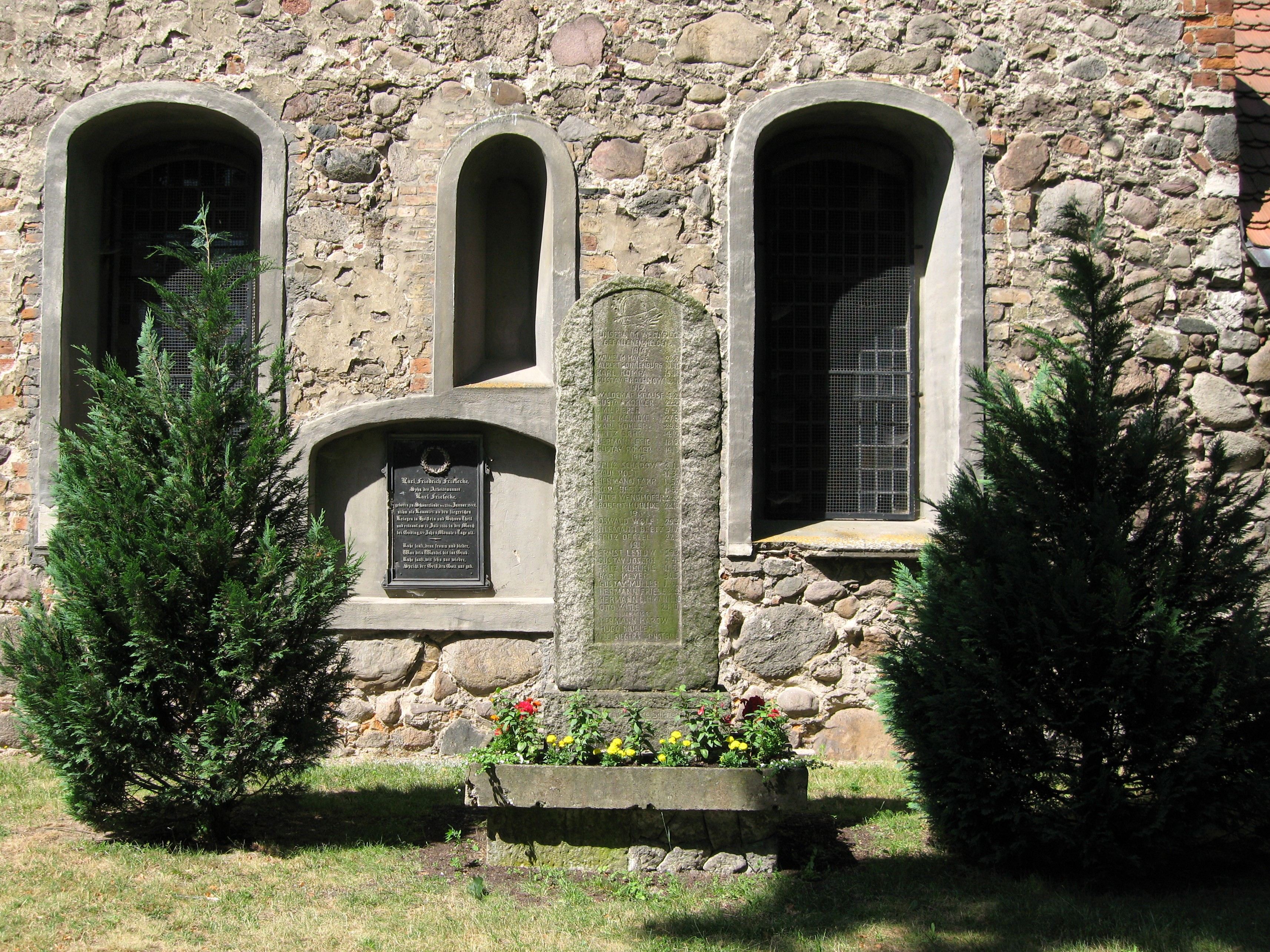
Gefallenendenkmal

Im Ersten Weltkrieg verloren 33 Einwohner Schönerlindes an der Front ihr Leben (darunter gezählt vier Vermisste). Ihnen wurde durch die Gemeinde ein Ehrenmal nahe der Kirche gesetzt. In der folgenden Inflationszeit verloren viele ehemalige Bauern des Ortes ihr zum Teil erhebliches geldwertes Vermögen, das sie durch den Verkauf ihrer Ländereien an Berlin erworben hatten. In der Zwischenkriegszeit kam es zu politischen Auseinandersetzungen zwischen Kommunisten und Nationalsozialisten, die im Oktober 1929 eine Ortsgruppe der NSDAP in Schönerlinde gründeten. In den 1930er Jahren waren dann wieder genügend Gelder vorhanden, das Gemeindehaus am Ende des Blankenfelder Weges zu renovieren und auszubauen (1935) sowie ein neues Feuerwehrhaus zu errichten (1936).
Im Zweiten Weltkrieg wurde östlich von Schönerlinde am Hobrechtsfelder Weg eine Flak-Stellung errichtet, deren Bunkerruinen noch auf dem Feld nahe einem Wäldchen zu finden sind. Am 17. Januar 1943 warfen britische Nachtbomber Brandbomben über dem Dorf ab, wobei drei Scheunen und ein Stall abbrannten. Bei einem amerikanischen Tagesangriff am 23. April 1944 wurde ein Grundstück an der Straße nach Schönwalde getroffen und brannte aus. Viele Einwohner des Ortes flüchteten im Januar und Februar 1945 vor dem Einmarsch der Roten Armee. Sie kehrten ab Ende 1945 bis ins Jahr 1946 zurück. Wie viele Schönerlinder im Zweiten Weltkrieg starben, ist nicht bekannt.

### Zeit der Deutschen Demokratischen Republik

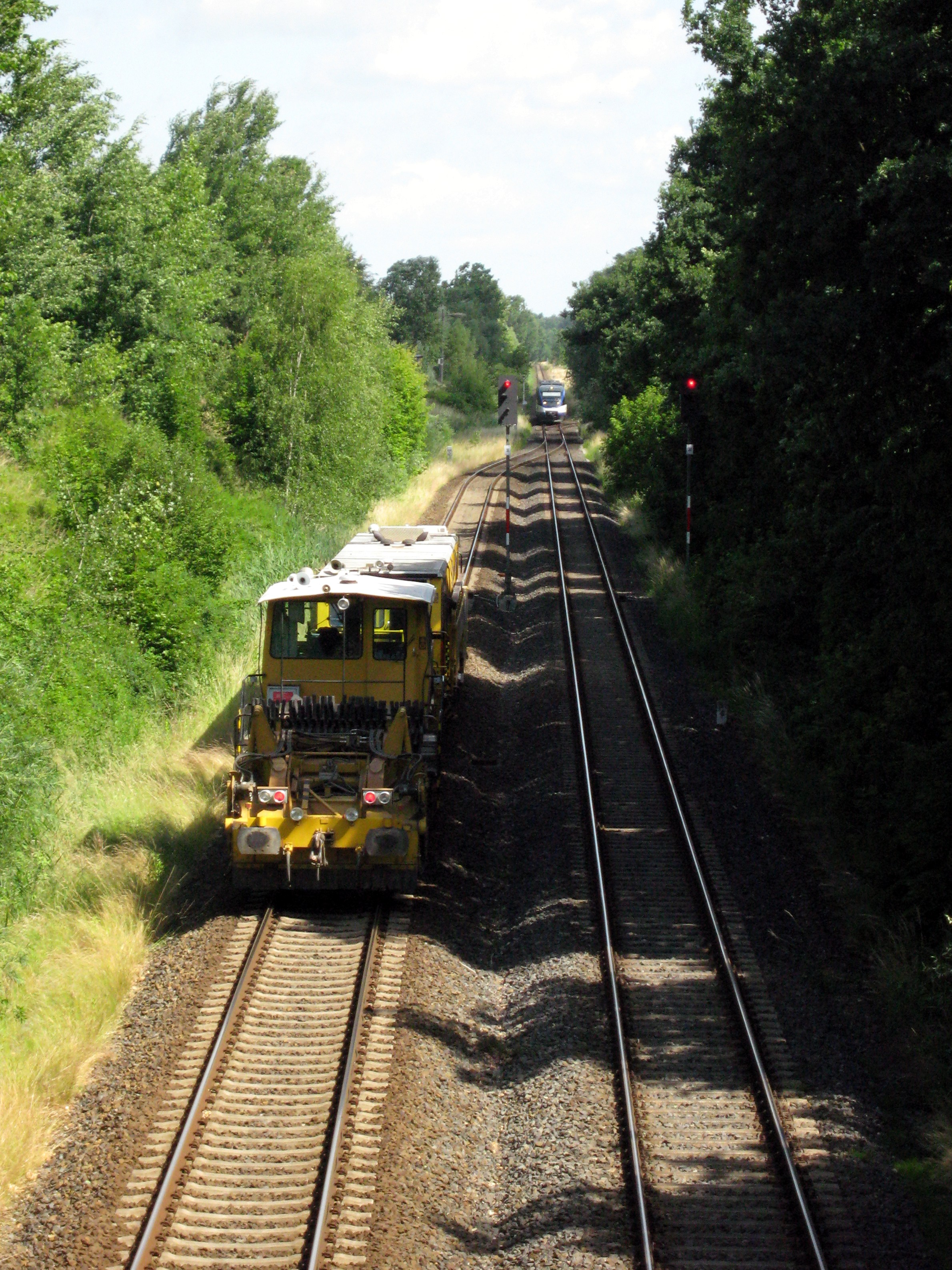
Bahnlinie in Schönerlinde

Während der sowjetischen Besatzungszeit nach Kriegsende wurden in Schönerlinde 226,5 Hektar Land enteignet und verteilt. Die Währungsreform 1948 (Umtauschsatz 10:1) brachte erneute Vermögensverluste. Viele der ehemaligen Bauern des Ortes zogen es vor, nach Westdeutschland zu gehen. Die von der Bodenreform verschonten Bauern und die von dieser bevorteilten Neubauern schlossen sich in den 1950er Jahren zu Landwirtschaftlichen Produktionsgenossenschaften (LPG) zusammen. Die anfangs drei LPG mit insgesamt 102 Mitgliedern auf 632 Hektar bewirtschafteter Fläche wurden 1965 zu einer zusammengefasst. Sie wurde 1985 an die LPG Stolzenhagen angeschlossen, die danach wiederum mit Klosterfelde einen neuen Hauptsitz erhielt.
Seit dem Jahre 1966 verfügt der Ort über einen Eisenbahnanschluss. In diesem Jahr wurde der Haltepunkt Schönerlinde an der neu angelegten Verbindung von Schönwalde nach Berlin-Blankenburg (später Berlin-Karow) eingeweiht. Die Strecke diente der Umleitung des Verkehrs nunmehr über Ost-Berliner Territorium von der bisherigen Trasse zwischen Basdorf und Berlin-Wilhelmsruh an der Berliner Nordbahn durch West-Berlin. Der zunächst von der Deutschen Reichsbahn und später der Deutschen Bahn betriebene Personenverkehr über Schönerlinde wird seit den späten 1990er Jahren durch die Niederbarnimer Eisenbahn AG (NEB) erbracht. Dass die neuere Strecke nach Berlin-Karow statt der alten, baulich sanierungsbedürftigen, nach Berlin-Wilhelmsruh befahren wird, kann Schönerlinde als Gewinn aus der Teilung Deutschlands für sich verbuchen.

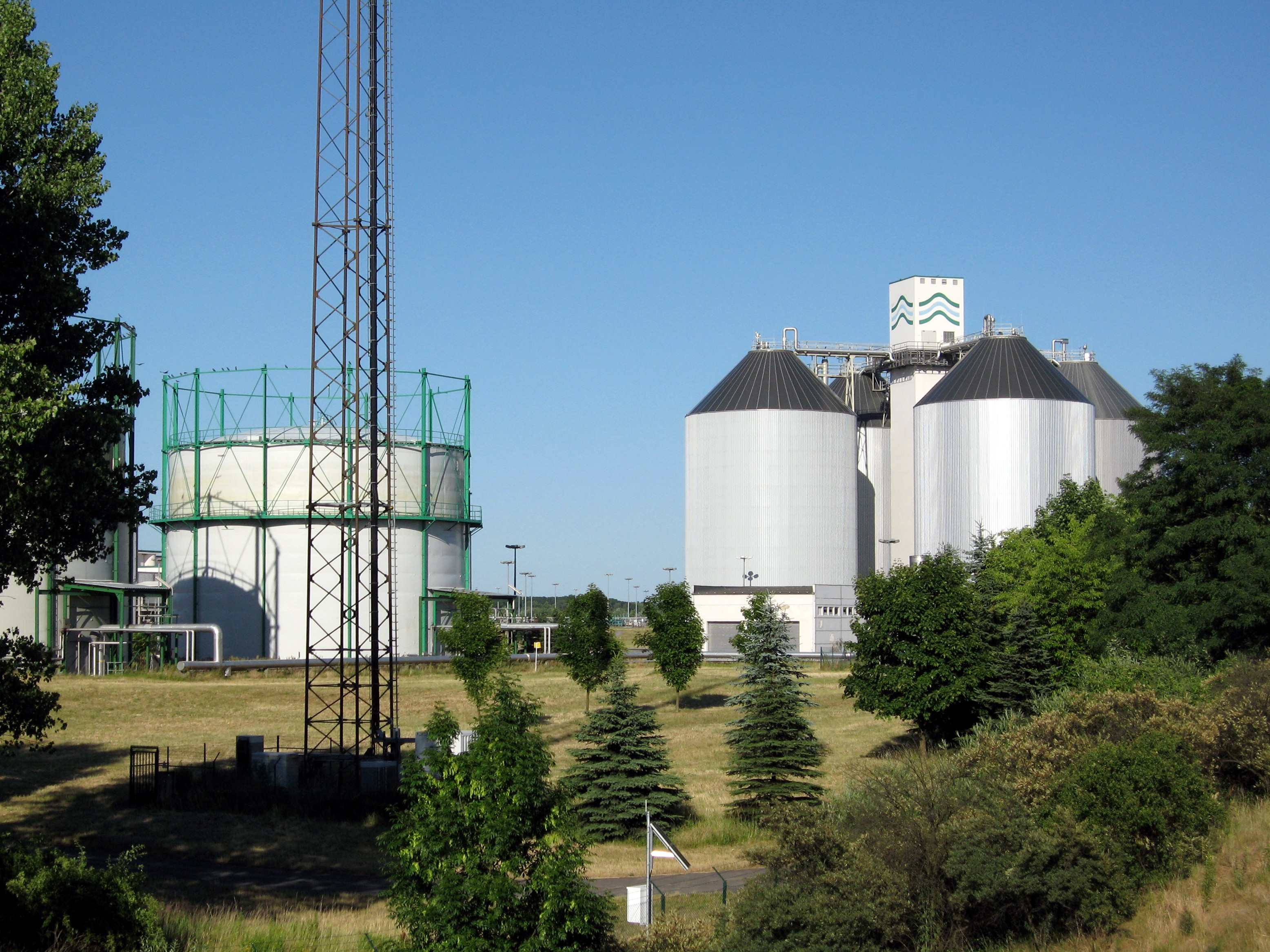
Klärwerk Schönerlinde

Ende der 1970er und Anfang der 1980er Jahre wurde für Berlin ein Standort für ein neues Klärwerk gesucht, das die veraltete Verrieselung von Abwässern auf Feldern ersetzen sollte. Die 1980 begonnenen Verhandlungen mit Schönerlinde führten zum Bau der Kläranlage Berlin-Nord in der Gemeinde, deren erste Ausbaustufe 1985 in Betrieb genommen wurde. Gleichzeitig wurden Wohnblöcke neben der Mühlenbecker Straße für die Unterbringung der Wasserwerker errichtet. Die nicht mehr benötigten Rieselfelder auf Berliner Stadtgebiet zwischen Schönerlinde, Berlin-Buch und Hobrechtsfelde wurden anschließend aufgeforstet.

### Zeit der Bundesrepublik Deutschland
Mit Auflösung der Bezirke der DDR und Gründung des Landes Brandenburg am 3. Oktober 1990 war Schönerlinde eine selbstständige Gemeinde im Kreis Bernau. Für den Ort begann eine wirtschaftliche Umstrukturierung. Die LPG wurde aufgelöst. Einige Bauern machten sich wieder selbstständig. Etwa 1/3 der Gesamtgemarkung des Ortes gehörte jedoch flächenmäßig zu den Berliner Stadtgütern. Auf einem Teil der Fläche, zwischen Bahnlinie und Berliner Autobahnring, wurde ein 56 Hektar großes Gewerbegebiet ausgewiesen. Auf ihm siedelte sich im Sommer 1992 als erste Firma das noch immer dort produzierende Betondachsteinwerk Dachziegelwerke Nelskamp an.
Die Verwaltungsaufgaben wurden seit dem 1. Juli 1992 durch das Amt Wandlitz innerhalb des Landkreises Barnim wahrgenommen. Mit der Umwandlung des Amtes zur Gemeinde Wandlitz durch Landesgesetz zum 26. Oktober 2003 verlor der Ort Schönerlinde seine Selbstständigkeit. Die ehemalige Gemeinde ist seitdem Ortsteil der Großgemeinde Wandlitz. Eine Verfassungsbeschwerde aller amtsangehörigen Gemeinden gegen die kommunale Neugliederung vor dem Verfassungsgericht des Landes Brandenburg wurde am 16. Juni 2005 abgewiesen.
Zur Infrastrukturbelebung und Sicherung der Einwohnerzahlen wurde in den 2000er Jahren das neue Mischgebiet Am Bärwinkel erschlossen und wird nun vermarktet. Die im Berliner Besitz befindlichen Wohnbauten um die Mühlenbecker Straße sollen verkauft werden, wofür im Jahr 2009 ein Wertgutachten erstellt wurde.
| Jahr      | 1850    | 1990 | 1992  | 1994  | 1996  | 1998 | 2000 | 2001 | 2002 | 2003 | 2004 | 2005 | 2006 | 2007  | 2008  | 2009  | 2010  | 2011  | 2012  |
| --------- | ------- | ---- | ----- | ----- | ----- | ---- | ---- | ---- | ---- | ---- | ---- | ---- | ---- | ----- | ----- | ----- | ----- | ----- | ----- |
| Einwohner | ca. 500 | 975  | 1.052 | 1.027 | 1.038 | 969  | 898  | 863  | 833  | 860  | 972  | 938  | 964  | 1.016 | 1.028 | 1.061 | 1.085 | 1.113 | 1.084 |

## Politik

### Ortsvorsteher
Der Ortsvorsteher tritt als Mittler zwischen den Angelegenheiten des Ortsteils und der Wandlitzer Gemeindeverwaltung auf und ist gleichzeitig dort Mitglied
Ortsvorsteher von Schönerlinde war zwischen 2006 und Mitte 2024 Frank Liste (Mitglied der SPD). Nach den letzten Kommunalwahlen im Juni 2024 wurde Thomas Mehling (Mitglied der Freien Bürgergemeinschaft Wandlitz) Ortsvorsteher.

### Ortsbeirat
Der Ortsbeirat, bestehend aus fünf Personen, hat beratende Funktion für die Gemeindevertretung von Wandlitz bezüglich der Entscheidungen des Gremiums, die den Ortsteil Schönerlinde betreffen. Einige der Vertreter des Ortsbeirates sind gleichzeitig Gemeindevertreter.
Die Wahlen im Jahr 2014 hatten folgendes Resultat erbracht:

| Partei / Wahlbewerber             | Stimmenanteil (in Prozent) | Sitze |
| --------------------------------- | -------------------------- | ----- |
| SPD                               | 53,3                       | 3     |
| Die Linke                         | 18,6                       | 1     |
| Freie Bürgergemeinschaft Wandlitz | 18,4                       | 1     |

Der Ortsvorsteher führt jeden ersten Montag im Monat zwischen 16 und 18 Uhr Bürgersprechstunden im Gebäude Schönerlinder Chaussee 40 durch.

## Kultur und Sehenswürdigkeiten

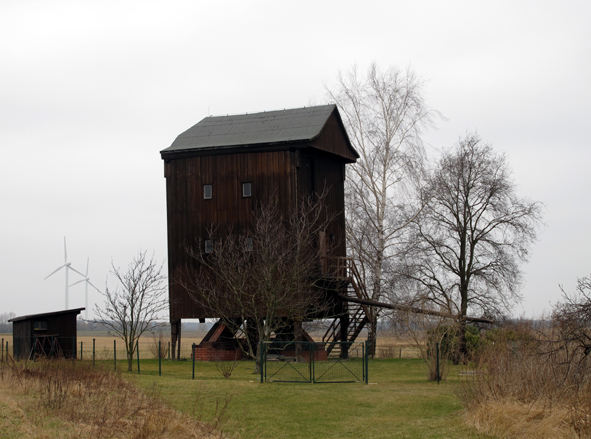
Alte Windmühle in Schönerlinde

### Vereine und Kultureinrichtungen
- Feuerwehrverein Schönerlinde e. V.
- Jagdgenossenschaft Schönerlinde
- Angelsportverein
- Siedlerverein[8]
- SchönSchönerSchönerlinde e. V.[9]

### Regelmäßige Veranstaltungen
Traditionsfeiern der Freiwilligen Feuerwehr, ein Lindenblütenfest, eine Walpurgisnacht sowie die Auftritte von Musikgruppen gehören zu den regelmäßigen Kulturveranstaltungen im Ort. Im Jahr 2008 gab es den ersten Schönerlinder Trödelmarkt, der zahlreiche Besucher anlockte.

### Dorfanger
Wie fast alle als Straßendörfer entstandenen Ansiedlungen verfügt Schönerlinde über einen Dorfanger. Dieser befindet sich – nicht sehr auffällig – in der Mitte des Ortes, an dessen Südrand die Bundesstraße 109 vorbeiführt. Am 26. Juni 2011 wurde die von der Gemeinde mit 156.000 Euro finanzierte Neugestaltung des historischen Areals rund um die Kirche abgeschlossen. Als Blickfang des Dorfangers entstand eine Brunnenanlage aus drei Granitstelen, die von einem einheimischen Bauunternehmen gesponsert wurde. Darum herum ist eine Kreisfläche mit Natursteinen gepflastert worden. Bänke aus gebürstetem Metall laden zum Verweilen und gegen den Verkehr wurde eine Mauer aus Gabionen aufgestellt. Zur Komplettierung kamen noch Büsche und Blumenbeete hinzu. Der entsprechende Straßenabschnitt wurde gleichzeitig instand gesetzt.

### Kirche
- Evangelische Kirche Schönerlinde
Es handelt sich um ein spätgotisches Kirchengebäude, das auf einem massiven Feldsteinunterbau am Anger errichtet wurde. Die katholische Kirche aus dem 14. Jahrhundert wurde im 15. Jahrhundert um die Sakristei erweitert, die mit einem gut erhaltenen Maßwerkgiebel gestaltet ist. Nach der Reformation wurde die Gemeinde evangelisch.
Sie gehört seit den 1990er Jahren zum evangelischen Kirchenkreis Berlin Nordost. Das Gotteshaus konnte nach der Wende mit Unterstützung und in Absprache mit der Stiftung Denkmalschutz innen und außen aufwändig saniert werden. Der breite Westturm ist mit einem mit Kupfer bedeckten Haubendach abgeschlossen.[11] Das Kirchenschiff ist ein Saalbau mit korbbogig abgeschlossenen Kirchenfenstern, die erst im 18. Jahrhundert eingesetzt wurden. Der Chor auf der Ostseite des Gebäudes ist rechteckig ausgeführt. Im 19. Jahrhundert musste die gesamte Dachkonstruktion erneuert werden.[12] Im Inneren gibt es eine restaurierte Orgel mit weiß-golden verziertem Prospekt.[13]

## Wirtschaft und Infrastruktur

### Verkehr

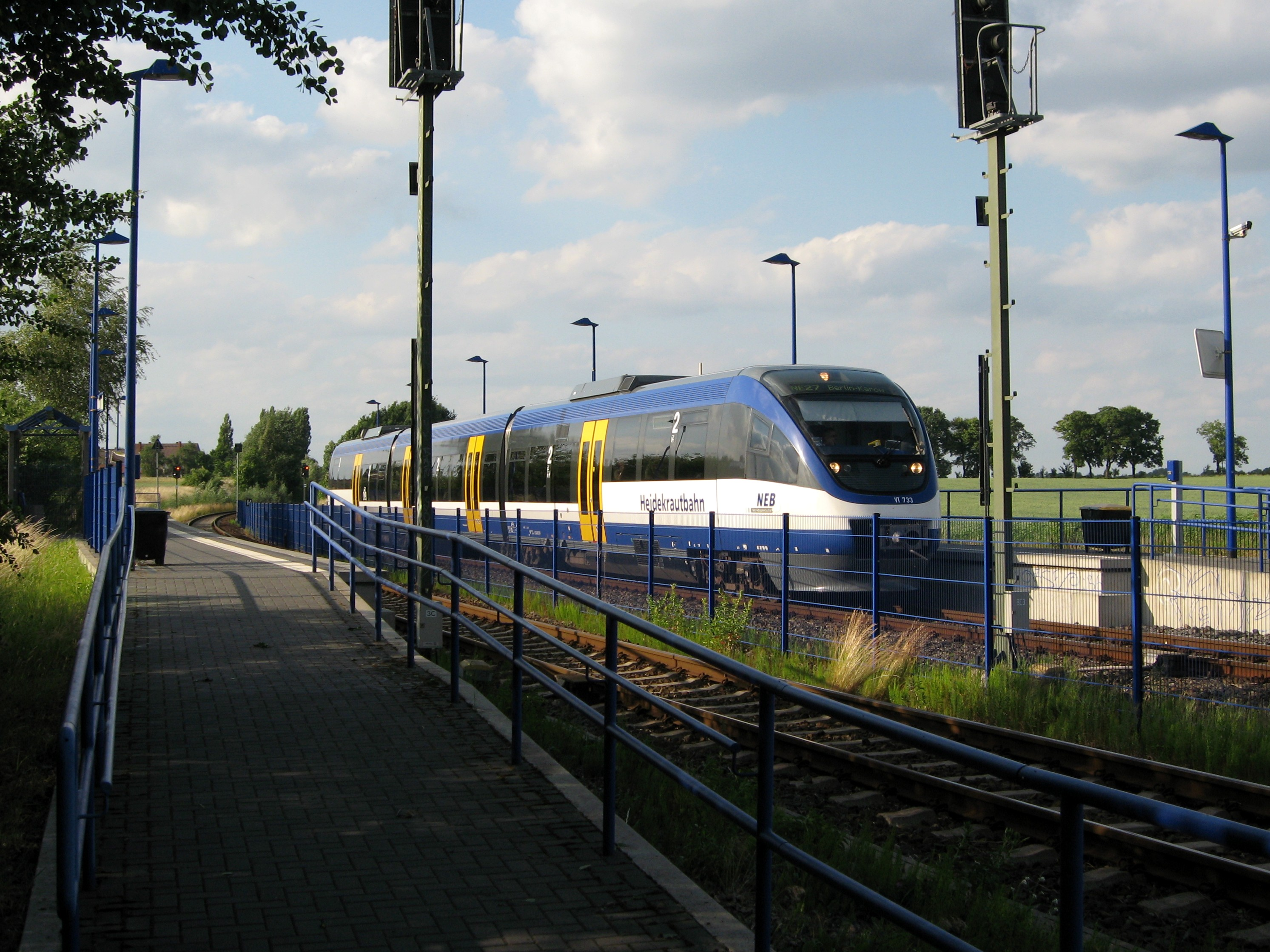
Haltepunkt der Heidekrautbahn

Schönerlinde verfügt über einen Haltepunkt an der Bahnstrecke Berlin-Karow–Fichtengrund der Linie RB 27, die durch die NEB Betriebsgesellschaft mbH betrieben wird. Es besteht eine Direktverbindung Richtung Süden nach Berlin-Karow. In Richtung Norden führt die Strecke nach Groß Schönebeck am Rand der Schorfheide und Wensickendorf bzw. Schmachtenhagen.
Der Ortsbereich wird von der Buslinie 891 erschlossen.
Das durch den Ort führende Teilstück der B109 heißt Berliner Allee und Schönerlinder Chaussee. An der Kirche geht von der Bundesstraße die Landesstraße 305 in Richtung Mühlenbeck ab, zuerst als Schönerlinder Dorfstraße, dann als Mühlenbecker Straße bezeichnet.

### Öffentliche Einrichtungen
- Freiwillige Feuerwehr Schönerlinde (gegründet 1903)

### Bildung
Von 1792 bis 1973 bestand in Schönerlinde eine Schule. Mehrmals wurde ein neues Schulgebäude errichtet: 1792, dann nach dem Großbrand 1810 und erneut 1850 bis 1852 wegen Platzmangels im alten Schulhaus. Nach der Schließung der Schönerlinder Schule 1973 gingen die Grundschüler im benachbarten Schönwalde zur Schule. In der 2001 gegründeten Großgemeinde besuchen die Schulpflichtigen des Ortsteils die Schulen in Basdorf und Klosterfelde bzw. das Gymnasium in Wandlitz.

## Söhne und Töchter des Ortes
- Georg Friedrich Schmidt (1712–1775), Maler, Kupferstecher und Radierer
- Ewald Blankenburg (1920–2000), Maler und Zeichner